# Kreisevolvente

Kreisevolvente

Ineinander greifende Zahnradzähne

Eine Kreisevolvente ist eine ebene geometrische Kurve, eine spezielle Evolvente mit einem Kreis als Evolute. Sie hat erhebliche Bedeutung bei der Evolventenverzahnung im Maschinenbau, wo sie als Zahnflanke von Zahnrädern auftritt. Anschaulich ist sie die Bahn eines Fadenendes, wenn man den Faden gestrafft vom Umfang eines Kreises abwickelt.

## Eigenschaften
Die Kreisevolvente ist eine Spirale mit konstantem Windungsabstand. Diese Eigenschaft wird oft fälschlicherweise der archimedischen Spirale zugeschrieben. Die Kreisevolvente ist damit ihre eigene Parallelkurve.

## Mathematische Darstellung
Die Parameterdarstellung der Kreisevolvente des Einheitskreises, die bei {\displaystyle (1,0)} mit Anfangssteigung {\displaystyle \left.{\tfrac {\mathrm {d} y}{\mathrm {d} x}}\right|_{(1,0)}=0} startet, lautet mit {\displaystyle t\in \mathbb {R} _{0}^{+}}:
{\displaystyle x(t)=\cos(t)+t\sin(t)}
{\displaystyle y(t)=\sin(t)-t\cos(t)}
Dabei ist der Parameter {\displaystyle t} die Länge des abgewickelten Stück Fadens, also die (abgewickelte) Bogenlänge auf dem zugrundeliegenden Einheitskreis. Für die Bogenlänge der konstruierten Evolvente gilt
{\displaystyle s={\frac {1}{2}}t^{2}}
und für ihre Krümmung
{\displaystyle \kappa ={\frac {1}{t}}},
womit der Parameter {\displaystyle t} auch gleichzeitig ihr Krümmungsradius ist. In Polarkoordinaten lautet ihre Darstellung:
{\displaystyle r(t)={\sqrt {1+t^{2}}}}
{\displaystyle \varphi (t)=t-\arctan(t)}
Alle anderen geometrisch kongruenten Kreisevolventen gehen aus ihr durch Drehung um den Koordinatenursprung und Verschiebung hervor. Ferner lässt sich die Kurvendefinition auch auf alle {\displaystyle t<0} natürlich fortsetzen, wobei alle Formeln zur Kurvengeometrie bis auf die der Bogenlänge gültig bleiben, die zu {\displaystyle s={\tfrac {\operatorname {sgn}(t)}{2}}t^{2}} verallgemeinert wird. Geometrisch erhält die ursprüngliche Kurve einen weiteren Ast, der durch Spiegelung ihrer selbst an der x-Achse erzeugt wird.